# Murias (peuple)
Pour les articles homonymes, voir Muria.

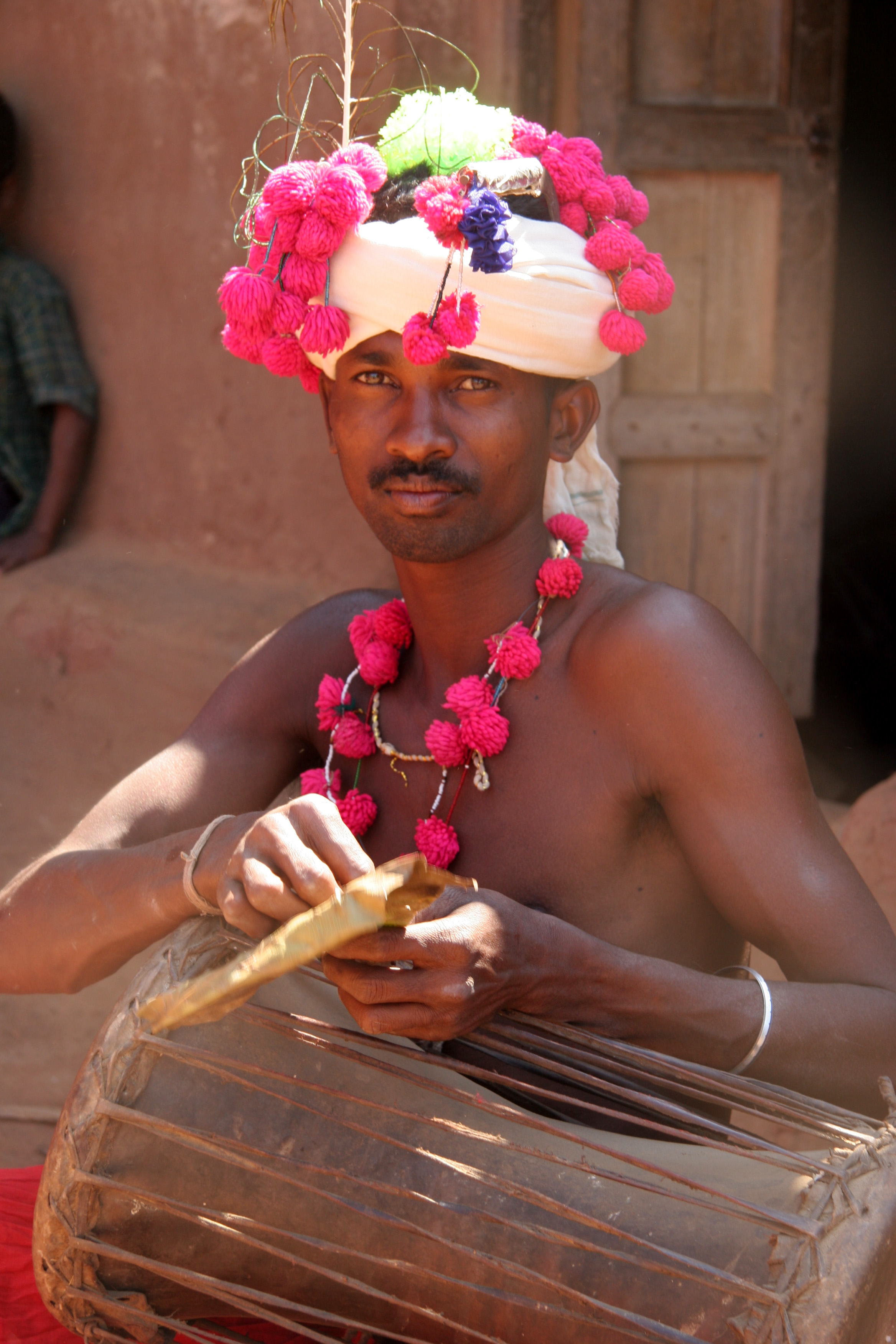
Homme de l'ethnie muria.

Les Murias sont des populations de langue dravidienne, vivant principalement dans les zones forestières ou boisées du District de Bastar en Inde.

## Histoire
Les Murias font partie des peuples aborigènes les plus anciens de l'Inde.

## Éducation
Les sociétés traditionnelles muria sont notamment connues pour leur mode particulier d’éducation des enfants ;
À l’adolescence ceux-ci sont dotés d’un second prénom que leurs parents doivent ignorer. Ils partent alors vivre entre eux hors du foyer familial avec les autres adolescents du village. Ils passent leurs nuits ensemble dans un dortoir collectif nommé ghotul, où ils apprennent à dormir en couple, avec une assez grande liberté sexuelle pondérée par le fait que les grossesses doivent être évitées et par l’obligation de changer régulièrement de partenaire.

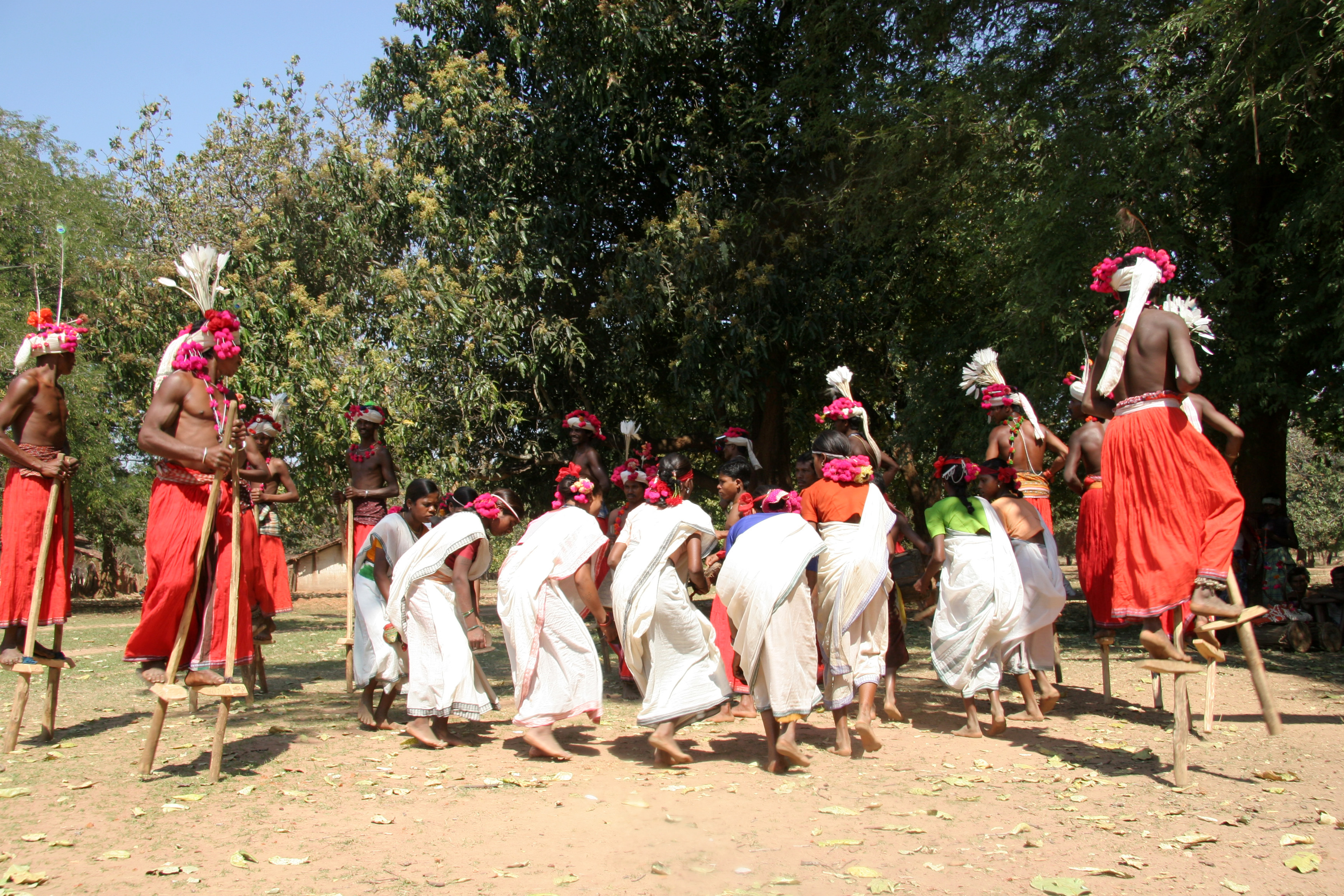
Figure de danse muria

Les ghotuls ont été au moment de la colonisation anglaise et jusqu’à nos jours l’objet d’attitudes très diverses, souvent opposées, alimentant des fantasmes et des critiques injustifiés.
Les religieux anglais, certaines administrations et services sociaux les ont souvent trouvés scandaleux et immoraux en raison de la grande liberté sexuelle qui était supposée régner dans les ghotul, contraire aux principes moraux supposés régir l'empire anglais puis le Commonwealth. À la rubrique “Amour libre”, Lo Duca dans son dictionnaire de sexologie confond même le mode d'éducation Muria, avec prostitution et orgie.
Les gouvernements anglais et indiens successifs ont parfois plus ou moins toléré les Ghotuls dans les régions isolées, mais les classes dominantes indiennes les ont souvent mal acceptés, assimilant parfois les Murias aux castes d'intouchables, alors qu'ils sont hors-castes, d'une religion différente, plus animiste et ancienne.
Certains ethnologues tels Margaret Mead ont donné des ghotuls une vision presque paradisiaque d’un lieu d’éveil à la vie adulte et à la sexualité où les chants, les danses, la poésie et l’amour et la vie collective tenaient une place centrale, encourageant la culture et une riche vie sociale et solidaire, dans des conditions opposées aux violences qui accompagnent souvent les initiations rituelles préparant le passage à l'âge adulte.
Verrier Elwin dans « The Muria and their ghotul » (traduit en français par A. Bigot, publié par Gallimard en 1959), juge le ghotul comme un lieu plus marqué par les restrictions que par les « excès » souvent imaginés par ceux qui n'y ont pas vécu.

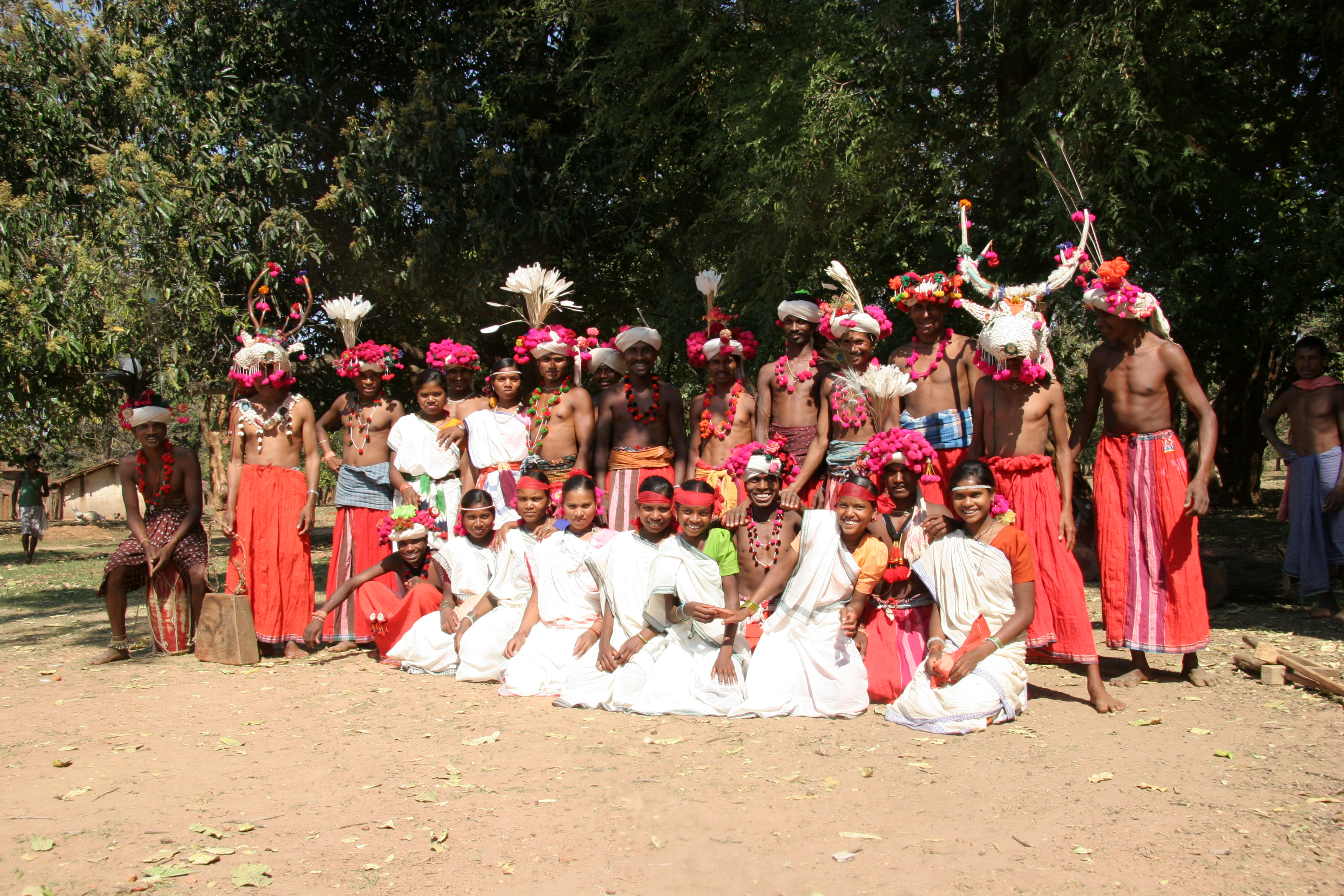
Danseurs Muria

D’autres telle Simeran Man Singh Gell, ethnologue indienne qui a publié « The Ghotul in Murai Society » (Chur, Harwood Academic publishers, 1992 (250 p.) (Studies in Anthropology an History") voient dans le ghotul le lieu d’un abandon volontaire de la personnalité au profit de la collectivité.
À partir du milieu du XXe siècle, les Murias, parfois stigmatisés, subissent de fréquentes pressions religieuses, démographiques, administratives des autres communautés. S'ils sont souvent reconnus par leurs voisins d'autres ethnies pour leurs talents musicaux ou des relations particulières avec leurs divinités, ils sont tenus en piètre estime par nombre de leurs communautés voisines, qui parfois même les exploitent ou violent leurs filles au motif que dans les ghotul, la sexualité est réputée totalement libre, ce qui n’est pas exact, notamment en raison du fait que dans le ghotul, une grossesse se conclut par un mariage et/ou la sortie du ghotul.
Les murias sont semble-t-il à la fois jalousés et décriés.
(voir l’article Ghotul pour plus de détails)

### Films
- Films de Louis Malle L'Inde fantôme, réflexions sur un voyage (7 films de 52 min) tournés en 1968, où une courte séquence est consacrée aux Murias
- The Flute and the arrow, Films Inc., Chicago, 1958, par Arne Sucksdorff (Sucksdorff, Arne Edvard, 1917- ) Fiction à caractère documentaire présentant les rites des Murias, leur panthéon, les gardiens et démons qui habitent les animaux sauvages. Le titre évoque la flûte décorée qui chante l'amour et la flèche qui doit défendre la tribu des animaux dangereux de la jungle.